# Moto Morini

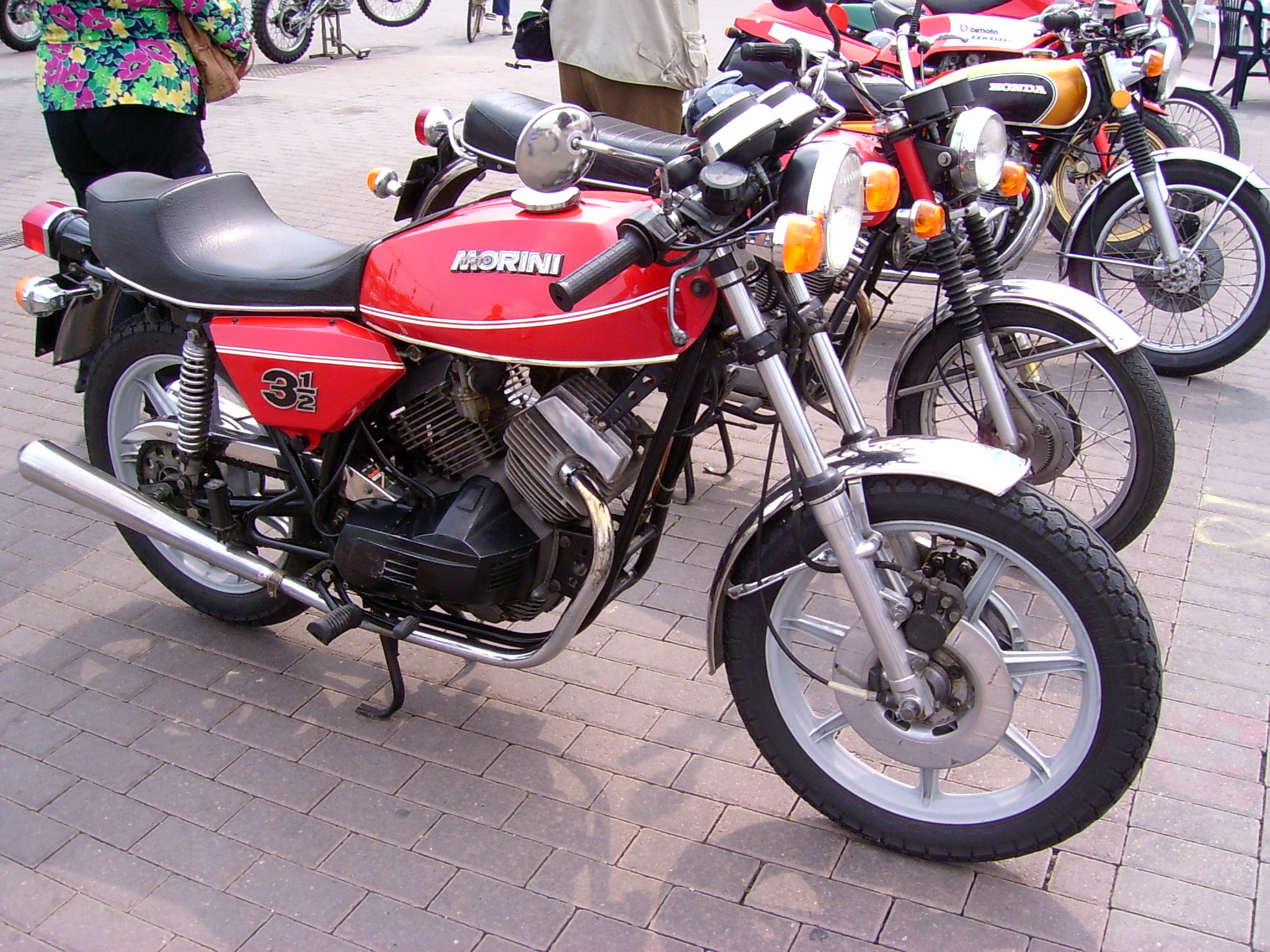
Moto Morini 3 1/2 Sport

Moto Morini es una compañía italiana fabricante de motocicletas. Su modelo mítico fue el 3 1/2 , una motocicleta de 350 cc con un motor de cuatro tiempos de dos cilindros en V. Durante muchos años y antes de la llegada de las motos japonesas a España, fue una de las motos más cotizadas.

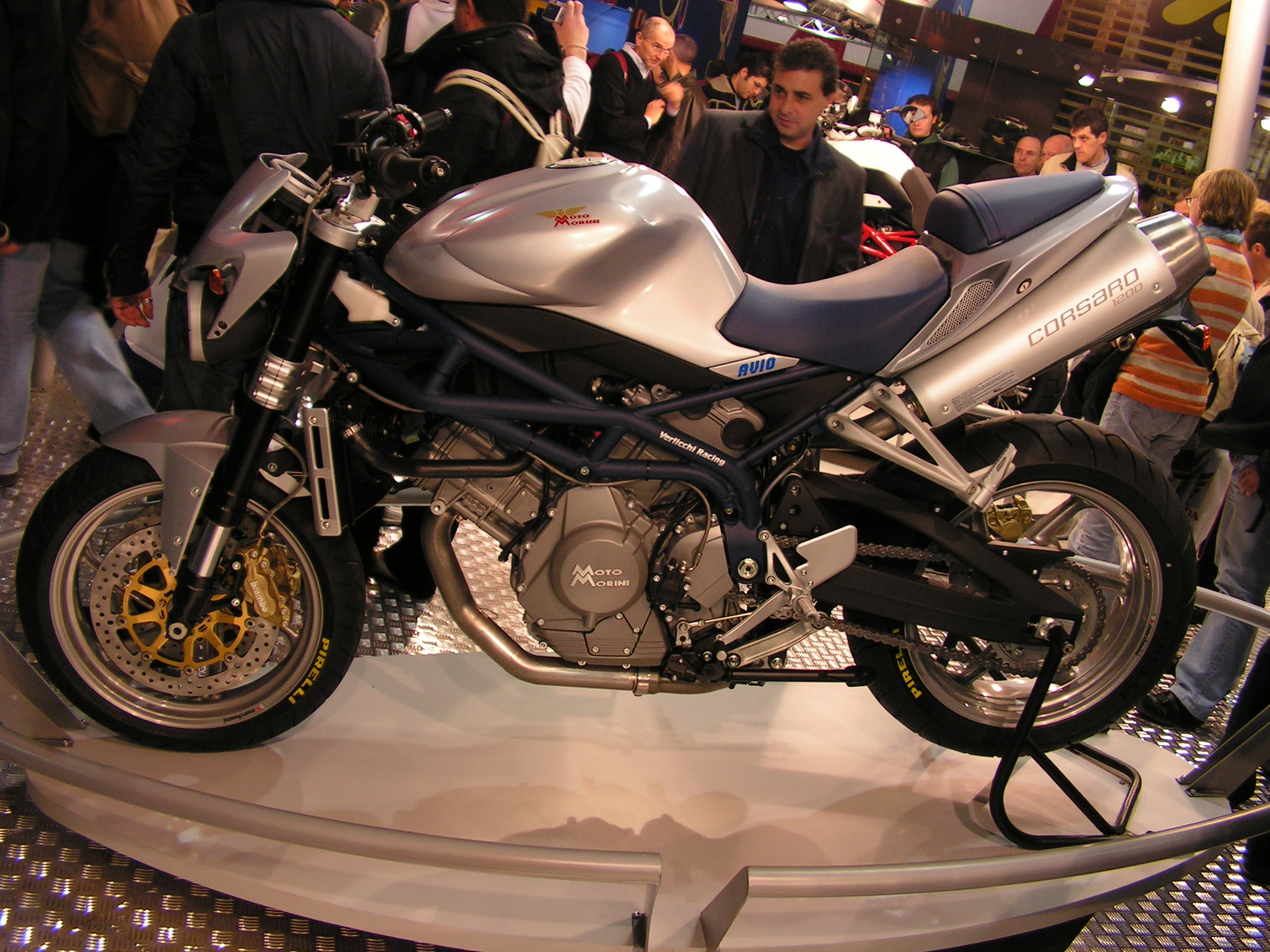
Moto Morini Corsaro 1200 de 2007

Otros modelos de éxito en España fueron la Excalibur (Choper, en versiones de 350 y 500 cc), Kanguro (Trail 350 cc), Camel (Trail, 500 cc).
La marca fue fundada en Bolonia en 1937 por Alfonso Morini, y en su historia ha tenido múltiples propietarios. En el año 1987 pasó a ser controlada por Cagiva, quien cesó la producción en 1993.
En 1996 fue adquirida por Texas Pacific Group (que también adquirió Ducati), y en abril de 1999, los derechos fueron adquiridos por Morini Franco Motori spa, compañía fundada por un sobrino de Morini en 1954. Pero su producción no se retomó hasta el año 2006. 
A finales de 2009 la empresa entró en bancarrota y fue liquidada, pasando a manos de Eagle Bike en julio de 2011.
En marzo de 2012 comenzó de nuevo su producción con una serie especial de la Rebello 1200. En la actualidad su gama está compuesta por los modelos 11 ½,Corsaro 1200 Veloce, Granpasso 1200, Rebello 1200 y Scrambler 1200.